# Pierre Basile
Pierre Basile († 6 april 1199) was, volgens de kroniekschrijvers Roger van Wendover en Bernard Itier, een Limousin-ridder die koning Richard I Leeuwenhart dodelijk verwondde tijdens de belegering van het kasteel van Châlus-Chabrol op 26 maart 1199. De koning van Engeland werd onderin zijn nek getroffen door een kruisboogbout, en overleed als gevolg van de verwonding. Van Pierre Basile werd vermeld dat hij was geboren in Firbeix in de Dordogne, een Franse gemeente in de nabijheid van het kasteel. Hoewel Richard I Leeuwenhart op zijn sterfbed koninklijke gratie verleende aan Basile, werd laatstgenoemde door huurlingen levend gevild en opgehangen.
Hoewel wordt vermeld dat Basile een Limousin-knecht was die het kasteel beschermde, is het waarschijnlijker dat hij een van de Genuese huurlingen was. In tegenstelling tot de knechten waren zij gespecialiseerd in het gebruik van kruisbogen; ook zijn naam lijkt te duiden op Italiaanse afkomst.